# Locos de amor 3
Locos de amor 3 es una película cómica y musical peruana de 2020, secuela de las taquilleras Locos de amor (2016) y Locos de amor 2 (2018). Protagonizada por Sergio Galliani, Aldo Miyashiro, Orlando Fundichely, Leonardo Torres Vilar, Ebelin Ortiz, Katia Condos, Patricia Portocarrero y Rebeca Escribens. Fue estrenada el 13 de febrero de 2020 en los cines peruanos.

## Sinopsis
Esta es la historia de tres mejores amigas al borde de los 50 años, que tienen algo en común: sufren por amor. Sarah (Ebelin Ortiz) acaba de hacer realidad uno de sus sueños: casarse; pero el día de su boda descubre que su esposo le es infiel. Marta (Katia Condos) enfrenta un proceso de divorcio, y Doris (Patricia Portocarrero) lidia con su rutinaria vida de casada. ¿Podrán estas tres mujeres conseguir la madurez que necesitan para solucionar sus conflictos amorosos?

## Reparto
- Ebelin Ortiz como Sarah
- Katia Condos como Marta
- Patricia Portocarrero como Doris
- Leonardo Torres Vilar
- Orlando Fundichely
- Aldo Miyashiro como Luciano
- Sergio Galliani como Arturo
- Rebeca Escribens
- Fiorella Luna
- Víctor Prada
- Rossana Fernández-Maldonado como Viviana Zavala
- Jimena Lindo como Fernanda Zavala
- Lorena Caravedo como Gloria Zavala
- Gianella Neyra como Lucía Zavala

## Banda sonora
- «Eternamente bella» de Alejandra Guzmán
- «Pérdoname» de Camilo Sesto
- «Basta ya» de Olga Tañón
- «Jamás» de Camilo Sesto
- «No sé tú» de Armando Manzanero
- «Para armarnos más» de Mijares
- «Por qué me abandonaste» de Paloma San Basilio
- «Es ella más que yo» de Yuri
- «No sé tú» de Luis Miguel
- «Cada cosa en su lugar» de Guillermo Dávila
- «Atado a tu amor» de Chayanne
- «Popurrí Juan Gabriel: Debo Hacerlo/Querida/Me nace del corazón» de Pandora
- «Si me dejas ahora» de José José
- «Cielo» de Benny Ibarra
- «Locos de amor» de Yordano

## Recepción
En su primera semana la película alcanzó los 205 mil espectadores.

## Secuela
En mayo de 2023, se confirmó la producción de la cuarta película de la saga, titulada Locos de amor: Mi primer amor, dirigida por Miguel Valladares y protagonizada por Brando Gallesi, Thiago Vernal, Arianna Fernández, Ray del Castillo, María Gracia Mora y Alexia Barnechea, con su estreno previsto para el año 2025. 